# Katonai Felderítő Hivatal
Pour les articles homonymes, voir KFH.
Le Katonai Felderítő Hivatal (KFH, Office de renseignements militaire) fut un service de renseignements militaire hongrois entre 1995 et 2011. Ses fonctions ont été reprises par le Katonai Nemzetbiztonsági Szolgálat (KNBSZ) (Service militaire pour la Sécurité nationale), chargé du renseignement et de la sécurité militaire, créé par la fusion du Katonai Felderítő Hivatal (KFH) et du Katonai Biztonsági Hivatal (KBH) le 1er janvier 2012.
Selon la loi no CXXV de 1995 sur les services de sécurité nationale, le KFH disposa de son propre budget. Son directeur général fut nommé par le Premier ministre sur proposition du ministre de la Défense. Le dernier dirigeant fut le général József Kovács.

## Activités
Le KFH identifia les menaces susceptibles de menacer la souveraineté du pays et la sécurité des forces armées hongroises. Il travailla en collaboration étroite avec l’OTAN.
Le KFH s’occupa de renseignement HUMINT et SIGINT. Il lutta aussi contre le terrorisme international et le trafic d’armes. À noter qu’il collabora à la résolution du conflit en Macédoine.